# Da da dam
A Da da dam egy dal, mely Finnországot képviselte a 2011-es Eurovíziós Dalfesztiválon. A dalt a finn Paradise Oskar adta elő angol nyelven.
A dal a 2011. február 12-én rendezett finn nemzeti döntőn nyerte el az indulás jogát. A döntő tízfős mezőnyéből három dal jutott tovább az úgynevezett szuperdöntőbe, ahol a dal a telefonos szavazatok 46,7%-át begyűjtve végzett az első helyen.
Az Eurovíziós Dalfesztiválon a dalt először a május 10-én tartandó első elődöntőben adták elő, a fellépési sorrendben tizedikként, a grúz Eldrine együttes One More Day című dala után, és a máltai Glen Vella One Life című dala előtt. Az elődöntőben 103 ponttal a harmadik helyen végzett, így továbbjutott a május 14-i döntőbe.
A május 14-i döntőben a fellépési sorrendben elsőként adták elő, a bosnyák Dino Merlin Love in Rewind című dala előtt. A szavazás során 57 pontot szerzett, egy országtól, Norvégiától begyűjtve a maximális 12 pontot. Ez a huszonegyedik helyet jelentette a huszonöt fős mezőnyben.

## Slágerlistás helyezések
| Slágerlisták (2011) | Lh.* |
| ------------------- | ---- |
| Ausztria            | 64   |
| Finnország          | 6    |

*Lh. = Legjobb helyezés.